# Eric Korita
Eric Korita, né le 13 janvier 1963 à Chicago, est joueur professionnel de tennis américain, actif dans les années 1980.

## Palmarès

### Titre en double messieurs
| No | Date       | Nom et lieu du tournoi | Catégorie | Dotation | Surface    | Partenaire | Finalistes          | Score         |  |
| -- | ---------- | ---------------------- | --------- | -------- | ---------- | ---------- | ------------------- | ------------- |  |
| 1  | 20-04-1987 | Seoul Open Séoul       |           | 89 400 $ | Dur (ext.) | Mike Leach | Ken Flach Jim Grabb | 6-7, 6-1, 7-5 |  |

### Finales en double messieurs
| No | Date       | Nom et lieu du tournoi                 | Catégorie | Dotation  | Surface         | Vainqueurs                     | Partenaire    | Score    |  |
| -- | ---------- | -------------------------------------- | --------- | --------- | --------------- | ------------------------------ | ------------- | -------- |  |
| 1  | 24-10-1983 | Tournoi de tennis de Cologne Cologne   |           | 75 000 $  | Moquette (int.) | Nick Saviano Florin Segarceanu | Paul Annacone | 6-3, 6-4 |  |
| 2  | 16-11-1987 | Altech South African Open Johannesburg |           | 232 000 $ | Dur (int.)      | Kevin Curren David Pate        | Brad Pearce   | 6-4, 6-4 |  |

## Autres performances
- Demi-finale en simple à Washington et South Orange en 1983.
- Demi-finale en double aux Internationaux de France de tennis 1984 avec Jimmy Arias.
- Quart de finale en double aux Internationaux de France de tennis 1988 avec Jon Levine.
- Quart de finale en double à l'US Open de tennis 1988 avec Jon Levine.